# Amara Baby
Amara Baby (ur. 23 lutego 1989 w Le Blanc-Mesnil) – senegalski piłkarz pochodzenia francuskiego występujący na pozycji pomocnika, zawodnik belgijskiego klubu KAS Eupen. Były reprezentant reprezentacji Senegalu.

## Życiorys

### Kariera klubowa
1 lipca 2009 podpisał kontrakt z francuskim klubem LB Châteauroux, skąd wypożyczony był do Le Mans FC (2012–2013) i Stade Lavallois (2013–2014).
1 września 2014 podpisał kontrakt z francuskim klubem AJ Auxerre, bez odstępnego. Następnie w latach 2015–2018 był zawodnikiem belgijskiego klubu Royal Charleroi, bez odstępnego.
31 sierpnia 2018 podpisał kontrakt z belgijskim klubem Royal Antwerp FC, umowa do 30 czerwca 2020; kwota odstępnego 500 tys. euro.

### Kariera reprezentacyjna
W seniorskiej reprezentacji Senegalu zadebiutował 13 czerwca 2015 na stadionie Stade Léopold-Sédar-Senghor (Dakar, Senegal) podczas kwalifikacji do Pucharu Narodów Afryki 2017 w wygranym 3:1 meczu przeciwko reprezentacji Burundi.

## Sukcesy

### Klubowe
AJ Auxerre
- Zdobywca drugiego miejsca w Pucharze Francji: 2014/2015